# اوست-تالوفکا
اوست-تالوفکا (به لاتین: Ust-Talovka) یک منطقهٔ مسکونی در روسیه است که در سرزمین آلتای واقع شده‌است.